# پیتر ورهوف
پیتر ورهوف (انگلیسی: Pieter Verhoeff; ۴ فوریهٔ ۱۹۳۸ – ۱۷ آوریل ۲۰۱۹) کارگردان فیلم و فیلم‌نامه‌نویس اهل پادشاهی هلند بود. وی بین سال‌های ۱۹۸۰ تا ۲۰۱۹ میلادی فعالیت می‌کرد.